# Krošane
Krošane (nemško Kraschach) je naselje občine Šmohor - Preseško jezero v okraju Šmohor na Koroškem v Avstriji.